# Новий болгарський університет
Новий болгарський університет (болг. Нов български университет, відомий як НБУ) — болгарський приватний університет, заснований у 1991 р.
Його головна будівля знаходиться в Софії (перший і другий корпус), однак НБУ має інші академічні об'єктів по всій країні, а також свою власну університетську бібліотеку і видавництво. У Новому болгарському університеті щорічно навчаються близько 12 тисяч студентів (37 бакалаврських, 69 магістерських і 26 докторських програм).

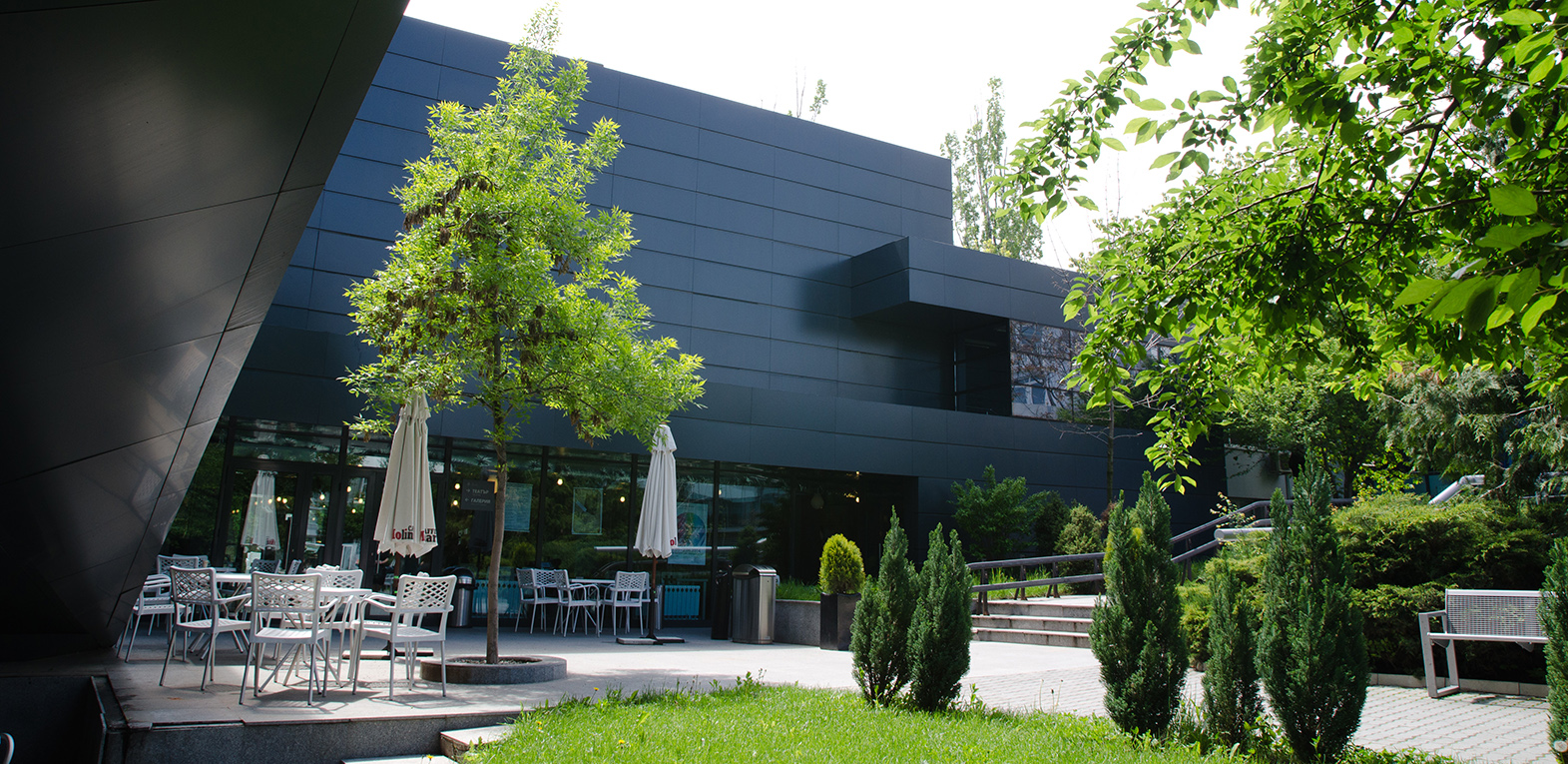
Вхід до університетського театру

Освітня філософія НБУ ґрунтується на ліберальних ідеях навчання, що об'єднує придбання знань і професійну спеціалізацію з загальним духовним розвитком.
Місія Нового болгарського університету:
- бути студентсько-орієнтованим, автономним навчальним закладом для підприємливих людей, що відповідають за свій власний розвиток.
- бути середовищем для соціального розвитку людей, підготовлення для життя в умовах демократії, громадянського суспільства, ринкових відносин, європейської інтеграції та глобалізації.
- бути ліберальним навчальним закладом на основі взаємозв'язку між освітою, дослідженнями і підприємництвом.
- забезпечити міждисциплінарний цілому і вузька освіту на основі наукових досліджень і зв'язку з практикою.

З 2012 р. НБУ почав видавати каталог своїх найкращих студентів, з метою надати підходящих кандидатів з високим академічним та творчим успіхом для роботи в Болгарії та за кордоном.
Девізом університету є «Ne varietatem timeamus» — «Не бійтеся різноманітності».